# روان‌شناسی موسیقی
موسیقی روانشناسی یا روانشناسی موسیقی، ممکن است به عنوان یک شعبه از هر دو روان‌شناسی و موسیقی‌شناسی باشد. 
روانشناسی موسیقی در مورد چگونگی اثرات موسیقی بر رفتار و تجربیات ما در دو مقیاس فردی و اجتماعی مطالعه می‌کند.
روانشناسی موسیقی توضیح و درک رفتار و تمامی فرآیندهایی است که از طریق آن موسیقی درک می‌شود، ایجاد می‌شود، به آن پاسخ داده می‌شود و در زندگی روزمره گنجانده می‌شود.
هدف روانشناسی موسیقی توضیح و درک موسیقی از رفتار و تجربه از جمله فرایندهایی که از طریق آن موسیقی درک شده، ایجاد شده‌است. روانشناسی موسیقی مدرن درجه اول تجربی؛ دانش خود را تمایل به پیشرفت بر اساس تفسیر داده‌های جمع‌آوری شده توسط سیستماتیک مشاهده و تعامل با شرکت کنندگان در انسان است. روانشناسی موسیقی زمینه پژوهش با عملی در ارتباط برای بسیاری از موضوعات از جمله موسیقی و با ترکیبهای آموزش و پرورش با انتقاد و موسیقی درمانی و همچنین تحقیقات از انسان و نگرشهای مهارتهای عملکرد با هوش و خلاقیت و رفتار اجتماعی است.
روان‌شناسی موسیقی تأثیر مهمی که موسیقی در زندگی روزمره ما دارد، و اثرش را بر جامعه، گروه‌ها و افراد بررسی می‌کند این بخش از دانش روانشناسی  روشن میسازد که موسیقی چطور می‌تواند بر عملکرد فکری، سلامت و رضایت خاطر مفید باشد، و توانایی موسیقایی را هم به مثابه موهبت می‌سنجد و هم به مثابه آنچه می‌توان از طریق یادگیری و تمرین بهبود بخشید. این کتاب همچنین اهمیت موسیقی و تأثیرش را در رفتار ما نشان می‌دهد.
این تصور که موسیقی می‌تواند بر افکار، احساسات و رفتارهای شما تأثیر بگذارد احتمالاً چندان تعجب‌آور نیست. اگر تا به حال در هنگام گوش دادن به یک موزیک پاپ مورد علاقه خود احساس خوبی داشته‌اید یا با یک اجرای زنده ملایم اشک ریخته‌اید، به راحتی قدرت موسیقی در تأثیرگذاری بر روحیه و حتی الهام بخشیدن به رفتار را درک می‌کنید.تأثیرات روانی موسیقی می‌تواند قدرتمند و گسترده باشد. موسیقی درمانی مداخله‌ای است که گاهی برای ارتقای سلامت عاطفی، کمک به بیماران برای مقابله با استرس، افزایش تاب‌آوری و توسعه بهباشی استفاده می‌شود.

## تاریخچه

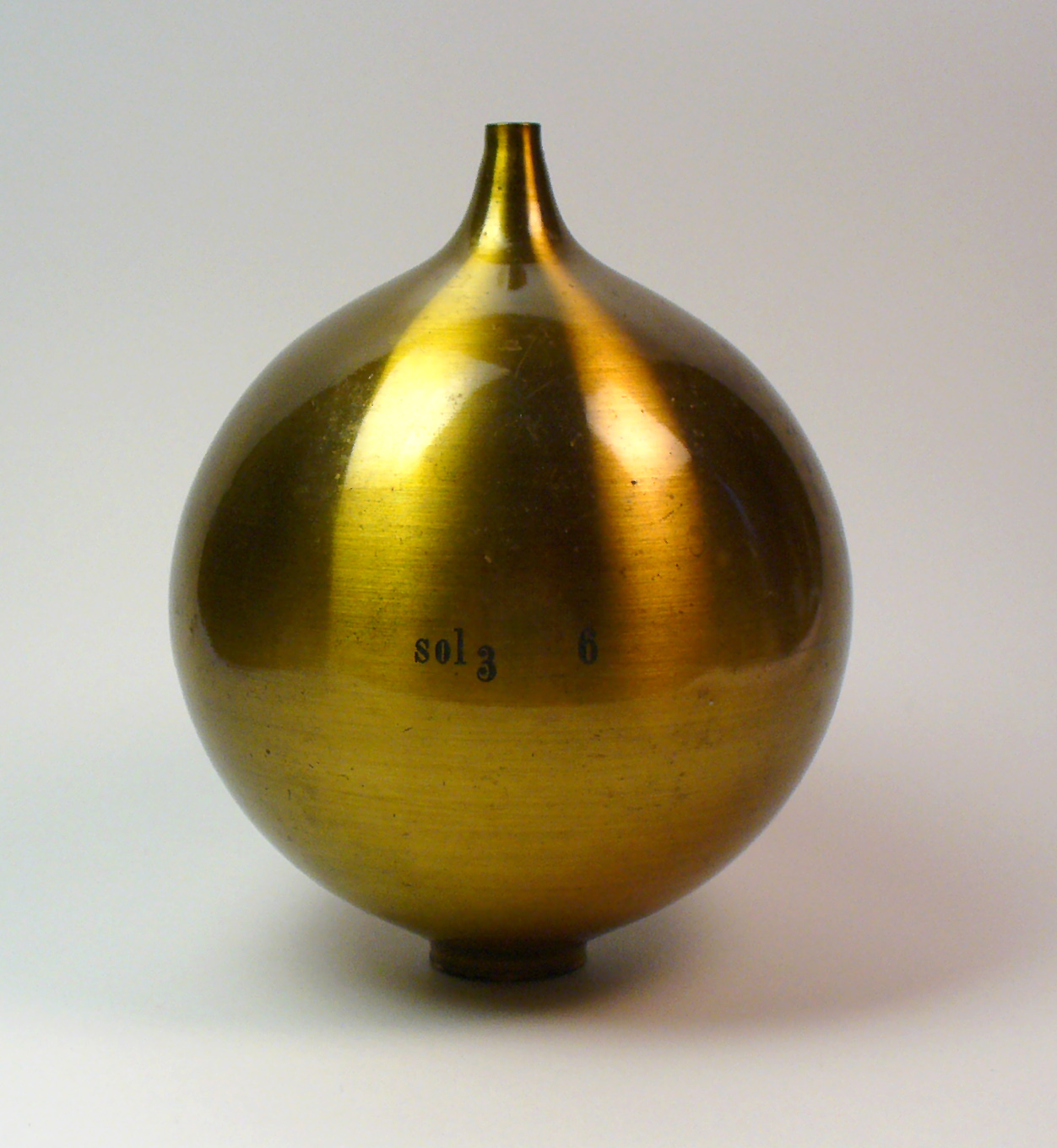